# Volente
Volente – wieś w Stanach Zjednoczonych, w stanie Teksas, w hrabstwie Travis.